# Chiesa di San Nicola (Fiumicello)
La chiesa di San Nicola è la parrocchiale di Fiumicello, frazione di Campodarsego (PD); fa parte del vicariato del Graticolato nell'ambito della diocesi di Padova.

## Storia
Si sa che la primitiva chiesa di Fiumicello, dedicata a santa Giustina di Padova, anticamente dipendeva dall'omonimo monastero situato a Padova. L'intitolazione a san Nicola di Bari compare per la prima volta nel 1297. Sembra che la chiesa di Fiumicello passò al clero diocesano solo verso la fine del XVII secolo. 
L'attuale parrocchiale fu costruita tra il 1760 ed il 1764.

## Interno
Un'opera di pregio custodita all'interno della chiesa di Fiumicello è l'altare del Crocifisso, conosciuto anche con il nome di San Costanzo, ornato da una tela di scuola veneta dipinta nella prima metà del XVII secolo. 
Il soffitto della chiesa è affrescato con immagini della Speranza e della Fede, dipinte nel 1943 da Teodoro Licini, sulla base di fotografie dei non più esistenti dipinti del trevigiano Antonio Beni risalenti al 1912 e al 1913.